# Lengua natural
Una lengua natural es una forma de lenguaje humano  o una variedad lingüística generada espontáneamente en un grupo de hablantes con propósito de comunicarse, a diferencia de otras lenguas, como puedan ser una lengua construida los lenguajes de programación o los lenguajes formales usados en el estudio de la lógica formal, especialmente la lógica matemática. Para servir a su propósito de comunicación, una lengua natural ha de disponer de una gramática (sintaxis, morfología, etc.) y de un léxico. Se suele considerar que las lenguas naturales obedecen a principios de economía y optimidad. 
Hay dos tipos de lenguas naturales:
- Las lenguas orales, basadas en un sistema de signos sonoros, son las usadas por la mayoría de los humanos.
- Las lengua de señas, usadas principalmente por personas sordas, basadas en signos gestuales.

## Características de las lenguas naturales
El lingüista Charles F. Hockett habla de quince rasgos definitorios de la lengua:
1. Modo de comunicación: es el canal vocal-auditivo, el principal en el lenguaje humano (se produce el mensaje con la boca y se recibe con el oído). También puede darse el canal manual-visual.
2. Transmisión difundida y recepción dirigida: en el habla se emite un mensaje que se expande en todas direcciones y que puede ser escuchado por cualquiera; sin embargo, el sistema auditivo humano permite la identificación del lugar de donde proviene.
3. Transitoriedad: el mensaje humano es temporal; las ondas se desvanecen y el mensaje no persiste ni en el tiempo ni en el espacio.
4. Desarrollo interlocutivo o intercambiabilidad: un hablante, en condiciones normales, puede tanto emitir como recibir mensajes.
5. Retroalimentación total: el hablante puede escucharse a sí mismo en el preciso instante que emite un mensaje. Esto es importante para la realización correcta del habla.
6. Especialización: los órganos que intervienen en el habla, aparte de servir para sus funciones fisiológicas correspondientes, están especializados para el habla.
7. Semanticidad: la señal se corresponde con un significado en particular. Es un elemento fundamental de cualquier método de comunicación.
8. Arbitrariedad: no existe correlación entre la señal y el signo. Por ejemplo, los fonemas que crean la palabra nada en sí mismos no tienen relación alguna con ese concepto; en croata, por ejemplo, nada significa esperanza. No hay razón alguna para que el concepto carencia de algo debiera ser «nada» y no cualquier otra combinación de fonemas.
9. Discreticidad: las unidades básicas son separables, sin haber una transición gradual. Un oyente puede oír o «t» o «d», e independientemente de que lo escuche bien distinguirá o una u otra, sin escuchar una mezcla de ambas.
10. Desplazamiento: puede hacerse referencia a situaciones u objetos que no se sitúan por deíxis, en el «aquí y ahora», es decir, separados por el tiempo o distancia, o incluso sobre cosas que no existen ni han existido.
11. Doble articulación o dualidad: existe un nivel o segunda articulación en el que los elementos no poseen significado pero sí distinguen significado (fonema), y otro nivel o primera articulación en el que estos elementos se agrupan para tener significado (morfema). Los elementos de la segunda articulación son finitos, pero pueden agruparse de infinitas maneras.(Cf. Hjelmslev).
12. Productividad: las reglas de la gramática permiten la creación de oraciones nuevas que jamás han sido creadas, pero que pueden ser entendidas. (Cf. competencia lingüística, gramática generativa, Chomsky).
13. Transmisión cultural: el lenguaje humano es un producto de una evolución histórica y se transmite entre generaciones. (Cf. cambio lingüístico, gramática histórica). Es posible que no se dé en el resto de formas de comunicación no humanas.
14. Prevaricación: el mensaje puede ser intencionadamente falso.(Cf. máximas conversacionales, Grice).
15. Función metalingüística: el lenguaje humano permite referirse a sí mismo; se puede decir que «altar» es una palabra masculina, y no se está haciendo referencia alguna al objeto, sino a la palabra en sí.

## Lenguas naturales y lenguaje
Las lenguas naturales se contraponen a otras formas de lenguaje tanto humanas como no humanas. Así junto con las lenguas naturales humanas tenemos:
- El lenguaje animal que tiene intencionalidad, expresividad, representatividad e incluso puede llegar a la simulación y el fingimiento; pero en el que no se han encontrado presencia de algo que podamos llamar estructuras sintácticas.
- Los lenguajes formales usados por el hombre, entre los cuales están la lógica matemática o los lenguajes de programación. Que son estructuras dotadas de algo similar a la sintaxis de las lenguas humanas, pero tienen un alcance más reducido que las lenguas naturales humanas.

### Diferencias con los lenguajes formales
Al contrario que en un lenguaje formal de tipo lógico-matemático, donde el significado de una cadena o frase sólo está influido por su aspecto o «forma», en los lenguajes naturales la semántica o significado específico y contextual de sus componentes intervienen en la validez o no de la frase, añadiendo complejidad a su estudio.
La lingüística es la rama del saber que se encarga del estudio del lenguaje, entendido como el conjunto de reglas que gobierna cualquier proceso de comunicación.
Admitiendo la existencia de reglas de comunicación, la lingüística estructural llegó a definir extensivamente una determinada lengua natural como el conjunto de frases que se pueden emitir y utilizar en esa lengua.
A finales de la década de 1950 Noam Chomsky propuso incorporar los lenguajes naturales al tipo de lenguajes susceptibles de ser estudiados por los sistemas formales por medio de gramáticas generativas, que darán lugar a las cadenas o frases válidas en un lenguaje dado.

### Diferencias con el lenguaje animal
En el siglo XX se estudiaron con detalle los sistemas de comunicación e interacción social de numerosos animales. Eso llevó a descubrir que muchas de las características presentes en las lenguas naturales humanas también estaban presentes en el lenguaje animal. Sin embargo un pequeño número de características parecen exclusivas de las lenguas humanas entre ellas:
- La estructura sintáctica, por la cual los sonidos o partes significativas de la comunicación tienen una ordenación jerárquica, en la que el cambio de orden de los elementos puede conducir a mensajes diferentes (e.g. (el) muro de piedra - (la) piedra del muro).
- La productividad, por la cual un conjunto finito de elementos permiten la generación de un número potencialmente infinito de mensajes semánticamente diferentes.
- Existencia de función metalingüística, por la cual el propio lenguaje puede referirse a la forma de lo que se ha dicho, o hablar del propio lenguaje.

Sorprendentemente, el lenguaje animal permite la prevaricación o la «mentira» en el sentido de que algunos animales pueden llegar a simular gritos de alarma falsos para confundir a otros individuos.

## Orígenes de las lenguas en los seres humanos
Con respecto al origen de las lenguas, existen dos posturas básicas:
- La monogénesis o hipótesis de que en última instancia todas las lenguas del mundo derivan de una única lengua ancestral, es decir, la hipótesis de que las lenguas humanas surgieron por diversificación de una protolengua que surgió en un determinado momento evolutivo de la especie, a partir del cual continuaron existiendo las lenguas humanas. En la antigüedad, esta teoría encuentra paralelismo con la fábula de Babel, contenida en la Biblia.
- La poligénesis, sostiene que el proceso que dio lugar a las lenguas humanas pudo suceder en diversos lugares y momentos.[1]

En ambos casos, después de la aparición de una o más lenguas actuaron procesos de diversificación o cambio lingüístico que aumentaron el número de lenguas, hasta llegar a los varios miles de lenguas existentes en la actualidad.
La teoría de lingüística de las lenguas criollas y los pidgins sugiere que el proceso de formación de una lengua natural genuina a partir de un input lingüístico adecuado puede llevar tan poco tiempo como una generación. El caso del idioma de señas de Nicaragua creada a partir de un sistema semiótico inconsistente es un ejemplo paradigmático de como puede formarse una lengua consistente con una gramática bien fijada, a partir de elementos inconsistentes.